# Presidenza di Madras
La Presidenza di Madras (in inglese: Presidency of Madras, nota anche come Presidenza di Fort St. George o Provincia di Madras) era una Agenzia dell'India britannica.
Con sede presso la città di Madras, al massimo della sua estensione, la presidenza giunse ad includere gran parte dell'India meridionale, tra cui gli stati di Tamil Nadu e Andhra Pradesh, e parti di Odisha, Kerala, Karnataka e l'unione territoriale di Lakshadweep. La città di Madras con la capitale invernale e quella estiva a Ootacamund o Ooty. L'isola di Ceylon fu parte della presidenza di Madras dal 1793 al 1798 quando venne elevata al rango di colonia della Corona. La presidenza di Madras confinava col regno di Mysore a nordovest, col regno di Cochin a sudovest e col regno di Hyderabad a nord. Alcune parti della presidenza erano fiancheggiate dalla presidenza di Bombay.
Nel 1639, la Compagnia britannica delle Indie orientali acquistò il villaggio di Madraspatnam e un anno dopo venne fondata l'agenzia di Fort St George, precursore della presidenza di Madras, anche se dei fondachi della compagnia si trovavano già a Machilipatnam e ad Armagon dall'inizio del Seicento. L'agenzia venne elevata al rango di presidenza nel 1652 prima di tornare allo status precedente nel 1655. Nel 1684, venne rielevata al rango di presidenza e Elihu Yale venne nominato quale suo presidente. Nel 1785, sulla base di quanto previsto dal Pitt's India Act, Madras divenne una delle tre province della Compagnia britannica delle Indie orientali. Il capo dell'area era indicato col titolo di "governatore" più che di "presidente" ed era subordinato al governatore generale di sede a Calcutta. I poteri giudiziario, legislativo ed esecutivo risiedevano nelle mani del governatore che era assistito da un consiglio le cui costituzioni vennero modificate dalle riforme del 1861, del 1909, del 1919 e del 1935. A Madras vennero condotte elezioni regolari sino allo scoppio della seconda guerra mondiale nel 1939. Dal 1908, la provincia comprendeva ventidue distretti, ciascuno sotto la guida di un District Collector, a loro volta divisi in taluks e firqas coi villaggi a rappresentare la più piccola unità amministrativa locale.
A seguito delle riforme Montagu–Chelmsford del 1919, Madras fu la prima provincia dell'India britannica a implementare un sistema di diarchia e pertanto il governatore gestì il paese di comune accordo col primo ministro. Nei primi decenni del XX secolo, molti contributori significativi all'indipendenza indiana provenivano da Madras. Con l'avvento dell'indipendenza dell'India il 15 agosto 1947, la presidenza venne rinominata provincia di Madras. Madras venne successivamente ammessa come Stato di Madras, uno stato dell'Unione Indiana, il 26 gennaio 1950, venendo riorganizzato nel 1953 e nel 1956.

## Origini

### Prima dell'arrivo degli inglesi
La scoperta di dolmen in questa parte del subcontinente indiano, hanno mostrato la presenza di abitazioni già all'età della pietra. I primi regnanti dell'area poi identificata col territorio della presidenza, furono i Tamil della dinastia Pandya (230 a.C. - 102 d.C.). Dopo il declino dei Pandyas, il paese venne conquistato da un popolo di cui si conosce poco, noto col nome di Kalabhras. L'area ritornò in auge con la dinastia Pallava. Dopo la conquista di Madurai da parte di Malik Kafur nel 1311, vi fu un breve periodo di decadenza nel quale entrambe la cultura e la civilizzazione iniziarono a decadere. I territori tamil e telugu andarono a costituire l'Impero Vijayanagar, fondato nel 1336. Col crollo dell'impero, il paese venne diviso tra numerosi sultani locali, polygars e compagnie commerciali europee. Tra il 1685 ed il 1947, diversi sovrani locali governarono le aree che furono parte della presidenza di Madras.

### I primi avamposti commerciali inglesi
Il 31 dicembre 1600, la regina Elisabetta I d'Inghilterra (1533–1603) garantì ad un gruppo di mercanti inglesi un documento per la fondazione di una società per azioni che divenne nota col nome di Compagnia britannica delle Indie orientali. Successivamente, durante il regno di Giacomo I d'Inghilterra (1567–1625), Sir William Hawkins e Sir Thomas Roe vennero inviati a negoziare con l'imperatore moghul Jahangir (1569–1627) per permettere la fondazione di alcuni avamposti commerciali in India a gestione della Compagnia. Il primo di questi venne costruito a Surat, sulla costa occidentale e a Masulipatam sul confine est del paese. Masulipatam è pertanto considerato il più antico insediamento commerciale inglese sulla costa orientale, datandolo a prima del 1611. Nel 1625, un altro avamposto venne fondato ad Armagon, alcuni chilometri più a sud, dove il fondaco passò sotto la supervisione di una agenzia con base a Machilipatam. Le autorità inglesi decisero di ricollocare gli avamposti ancora più a sud, per la mancanza di possibilità di coltivare il cotone in loco, mentre la maggior parte di questo bene veniva commerciato lungo la costa. Il primo problema si pose quando il sultano di Golconda iniziò ad assillare gli ufficiali locali. L'amministratore della Compagnia britannica delle Indie orientali, Francis Day (1605–73) venne inviato a sud, e dopo alcuni negoziati col raja di Chandragiri ottenne della terra per installare una fattoria presso il villaggio di Madraspatnam, dove venne in seguito costruito il nuovo Fort St George. Venne creata un'agenzia apposita per il nuovo insediamento da parte del governo inglese, ed il responsabile dell'avamposto, Andrew Cogan di Masulipatnam, venne nominato suo primo agente. Tutte le agenzie sulla costa orientale dell'India erano subordinate alla presidenza di Bantam a Giava, sempre amministrata dalla Compagnia. Dal 1641, Fort St George divenne la sede della Compagnia sulla costa del Coromandel.

### Agenzia di Fort St George
Andrew Cogan venne succeduto da Francis Day (1643–1644), Thomas Ivie (1644–1648) e Thomas Greenhill (1648–52 e 1655–58). Alla fine del governatorato di Greenhill nel 1652, Fort St George venne elevato a presidenza, indipendente da Bantam e sotto la leadership del primo presidente, Aaron Baker (1652–1655). Ad ogni modo, nel 1655 lo status del forte venne riportato ad agenzia e venne reso soggetto a Surat, sino al 1684. Nel 1658, il controllo di tutti gli avamposti commerciali del Bengal venne dato a Madras, quando gli inglesi occuparono il vicino villaggio di Triplicane.

## Storia

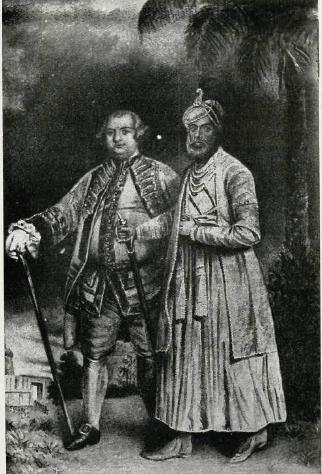
Stringer Lawrence che fondò l'esercito di Madras con Muhammed Ali Khan Wallajah, il Nawab della Carnatica.

### L'espansione
Nel 1684, Fort St George venne nuovamente elevato al rango di presidenza di Madras, con William Gyfford quale suo primo presidente. La città si divise in due parti: gli europei abitavano la "città bianca" mentre i nativi vivevano nella "città nera". La "città bianca" era confinata entro le mura di Fort St. George, mentre quella "nera" si trovava all'esterno. La "città nera" divenne poi nota col nome di George Town. Durante questo periodo, la presidenza si espanse notevolmente nei confini e raggiunse i confini che poi mantenne sino al XIX secolo. Durante i primi anni della presidenza di Madras, gli inglesi attaccarono ripetutamente i moghul e i nawab di Golkonda e la regione Carnatica. Nel settembre del 1774, col Pitt's India Act approvato dal parlamento di Gran Bretagna per unificare e regolamentare l'amministrazione dei territori della Compagnia britannica delle Indie orientali, il presidente di Madras venne subordinato al governatore generale dell'India, che aveva sede a Calcutta. Nel settembre del 1746, Fort St George venne catturato dai francesi, che governarono Madras come parte dell'India francese sino al 1749, quando Madras tornò nelle mani degli inglesi sulla base del trattato di Aix-la-Chappelle dell'anno precedente.

### Il governo della Compagnia
Dal 1774 al 1858, Madras divenne parte dell'India britannica e venne governata dalla Compagnia britannica delle Indie orientali. L'ultimo quarto del XVIII secolo fu un periodo di rapida espansione. Le guerre vittoriose contro Tipu Sultan (1782–99), Velu Thambi, i Polygars e Ceylon aggiunsero vaste aree territoriali e contribuirono ad una crescita esponenziale della presidenza. Ceylon, da poco conquistata, andò a formare parte della presidenza di Madras dal 1793 al 1798. Il sistema di alleanze sussidiarie pensato da Lord Wellesley come governatore generale dell'India (1798–1805) portò inoltre molti stati principeschi indiani a subordinarsi al governatore di Fort St George. I tratti collinari di Ganjam e Visakhapatnam furono le ultime parti annesse dagli inglesi.
Questo stesso periodo ad ogni modo fu costellato da numerose ribellioni a partire dall'ammutinamento di Vellore del 1806. La ribellione di Velu Thambi e Paliath Achan e le guerre dei Poligar furono altre insurrezioni contro il governo britannico, ma la presidenza di Madras rimase relativamente indisturbata e non soffrì delle problematiche della rivolta dei Sepoy del 1857.
La presidenza di Madras annetté il regno di Mysore nel 1831 dopo l'accusa di mala amministrazione e lo restaurò a Chamaraja Wodeyar (1881–94), nipote ed erede del deposto Mummadi Krishnaraja Wodeyar (1799–1868) nel 1881. Thanjavur venne annesso nel 1855, dopo la morte di Shivaji II (1832–1855) senza eredi maschi.

### L'era vittoriana
Nel 1858, sulla base del Queen's Proclamation voluto dalla regina Vittoria, la presidenza di Madras, assieme al resto dell'India britannica, passò sotto il diretto controllo della Corona inglese. Durante il periodo di reggenza del governatore Lord Harris (1854–1859), vennero prese delle misure per migliorare l'educazione ed incrementare la rappresentanza governativa degli indiani nell'amministrazione. I poteri legislativi vennero assegnati al consiglio del governatore sulla base del Indian Councils Act 1861. Il consiglio venne riformato ed espanso grazie all'Indian Councils Act 1892, all'Indian Councils Act 1909, al Government of India Act 1919 ed al Government of India Act 1935. V. Sadagopacharlu (1861–63) fu il primo indiano ad essere nominato nel consiglio. La professione legale divenne la più diffusa tra gli studenti indiani dell'epoca. Nel 1877, T. Muthuswamy Iyer fu il primo giudice indiano dell'Alta Corte di Madras, malgrado la strenua opposizione mossagli dai giornali anglo-indiani. Egli fu anche Chief Justice dell'Alta Corte di Madras per alcuni mesi nel 1893, divenendo quindi il primo indiano a ricoprire tale incarico. Nel 1906, C. Sankaran Nair divenne il primo indiano ad essere nominato avvocato generale della presidenza di Madras. In questo periodo vennero costruite numerose strade, ferrovie, dighe e canali.
Madras venne colpita all'epoca da due grandi carestie, la Grande carestia del 1876–1878 e la carestia indiana del 1896–1897. La popolazione della presidenza passò da 31.2 milioni di abitanti nel 1871 a 30.8 milioni di abitanti nel 1881. Queste carestie portarono al caso della rivolta di Chingleput ed alle rivolte di Salem causate dal malcontento popolare.

### Il movimento per l'indipendenza indiana

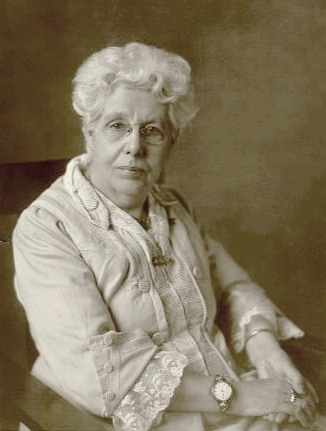
Annie Besant nel 1922

Un forte senso di risveglio nazionalista si ebbe nella presidenza di Madras nella seconda metà del XIX secolo. La prima organizzazione politica della provincia, la Madras Native Association, venne fondata da Gazulu Lakshminarasu Chetty il 26 febbraio 1852. Ad ogni modo l'organizzazione ebbe breve vita. La Madras Native Association venne succeduta dal Madras Mahajana Sabha che venne fondato il 16 maggio 1884. Dei 72 delegati che presero parte alla prima sessione dell'Indian National Congress a Bombay nel dicembre 1885, 22 provenivano dalla presidenza di Madras. Molti dei delegati erano membri del Madras Mahajana Sabha, ma ancor più furono alla terza sessione dell'Indian National Congress che si tenne a Madras nel dicembre del 1887 quando 362 delegati provenivano dalla provincia. La sessioni successive dell'Indian National Congress ebbe luogo a Madras nel 1894, 1898, 1903, 1908, 1914 e nel 1927.
Madame Blavatsky ed il colonnello H. S. Olcott spostarono il quartier generale della loro Società Teosofica ad Adyar nel 1882. La figura principale della società, Annie Besant, fondò poi la Home Rule League nel 1916. L'Home Rule Movement venne organizzato a Madras e trovò supporto in tutta la provincia. I giornali nazionalistici come The Hindu, Swadesamitran e Mathrubhumi supportarono attivamente la campagna d'indipendenza. La prima trade union dell'India venne costituita a Madras nel 1918 da V. Kalyanasundaram e B. P. Wadia.

### La diarchia (1920–37)
Una diarchia andò a crearsi nella presidenza di Madras nel 1920 come conseguenza delle riforme Montagu-Chelmsford che prevedettero le prime elezioni nella presidenza. I governi democraticamente eletti avrebbero comunque dovuto condividere il potere col ruolo autocratico del governatore. A seguito delle prime elezioni svoltesi nel novembre 1920, il Justice Party, organizzazione fondata nel 1916 per promuovere la rappresentanza dei non bramini nell'amministrazione indiana, andò al potere. A. Subbarayalu Reddiar divenne il primo primo ministro della presidenza di Madras ma dovette recedere poco dopo dall'incarico per motivi di salute, venendo rimpiazzato da P. Ramarayaningar, ministro dell'autonomia e della salute pubblica, popolarmente noto come raja di Panagal. Il partito si divise alla fine del 1923 quando C. R. Reddy diede le dimissioni e andò a formare il gruppo parallelo del Swarajya Party. Una mozione di sfiducia venne proposta contro il governo di Ramarayaningar il 27 novembre 1923, ma venne respinta con 65 voti contro 44. Ramarayaningar rimase al potere sino al novembre del 1926. Nelle successive elezioni del 1926 il Justice Party perse. Ad ogni modo, dal momento che nessun partito fu in grado di ottenere una chiara maggioranza, il governatore, Lord Goschen, nominò un governo transpartitico sotto la leadership di P. Subbarayan. Nelle elezioni del 1930, il Justice Party risultò vittorioso, e P. Munuswamy Naidu divenne primo ministro. L'esclusione degli Zamindars dal ministero portò ad una nuova divisione del Justice Party. Temendo una mozione di sfiducia contro di lui, Munuswamy Naidu diede le dimissioni nel novembre del 1932 e il raja di Bobbili venne nominato primo ministro al suo posto. IlJustice Party perse alle elezioni del 1937 in favore dell'Indian National Congress, e Chakravarti Rajagopalachari divenne primo ministro della presidenza di Madras.
Negli anni '20 e '30, si fece strada nella politica indiana un movimento anti-bramino nella presidenza di Madras. Questo venne lanciato da E. V. Ramaswamy Naicker il quale, scontento dei principi e delle politiche della leadeship bramina, lasciò il partito per costituire il Self-Respect Movement. Periyar, come era anche conosciuto, criticò bramini e indù e le loro superstizioni sui periodici come Viduthalai e Justice. Prese anche parte al Vaikom satyagraha, che condusse una campagna per i diritti degli intoccabili a Travancore ai quali era categoricamente vietato di entrare nei templi di culto.

### Gli ultimi giorni del governo britannico

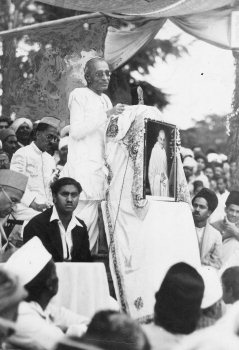
L'Indian National Congress andò al potere per la prima volta nel 1937 con Chakravarti Rajagopalachari come suo primo ministro

Nel 1937, il Indian National Congress andò al potere nella presidenza di Madras per la prima volta. Chakravarti Rajagopalachari fu il primo dei primi ministri della presidenza di Madras a provenire dal Congress party. Questi riuscì a far approvare la Temple Entry Authorization e l'Indemnity Act ed introdusse anche delle proibizioni nella presidenza. Il suo governo fu ricordato in particolare per aver reso obbligatorio lo studio della lingua hindi nelle scuole della presidenza, misura che lo rese molto impopolare come politico e portò alle agitazioni anti-hindi in alcune parti del paese. Più di 1200 persone tra uomini, donne e bambini vennero imprigionati per la partecipazione a queste proteste mentre Thalamuthu e Natarasan morirono nel corso di queste stesse proteste. Nel 1940, il ministri del Congress si dimisero per protesta contro la dichiarazione di guerra alla Germania da parte del governo indiano che aveva agito in tal senso senza il loro consenso. Il governatore di Madras, Sir Arthur Hope, prese le redini dell'amministrazione locale e fu lui a ritirare la legge impopolare il 21 febbraio 1940.
Gran parte della leadership e dei ministri del Congress vennero arrestati nel 1942, come conseguenza della loro partecipazione al Quit India movement. Nel 1944, Periyar rinominò il Justice Party in Dravidar Kazhagam e lo ritirò dalle elezioni politiche. Dopo la fine della seconda guerra mondiale, l'Indian National Congress rientrò in politica e, in assenza di una seria opposizione, riuscì facilmente a vincere le elezioni del 1946. Tanguturi Prakasam venne quindi eletto primo ministro col supporto dei Kamaraj e restò in carica per undici mesi. Venne succeduto da O. P. Ramaswamy Reddiyar, che divenne primo ministro dello stato di Madras quando l'India ottenne l'indipendenza il 15 agosto 1947. La presidenza di Madras divenne lo stato di Madras nell'India indipendente.

## Geografia

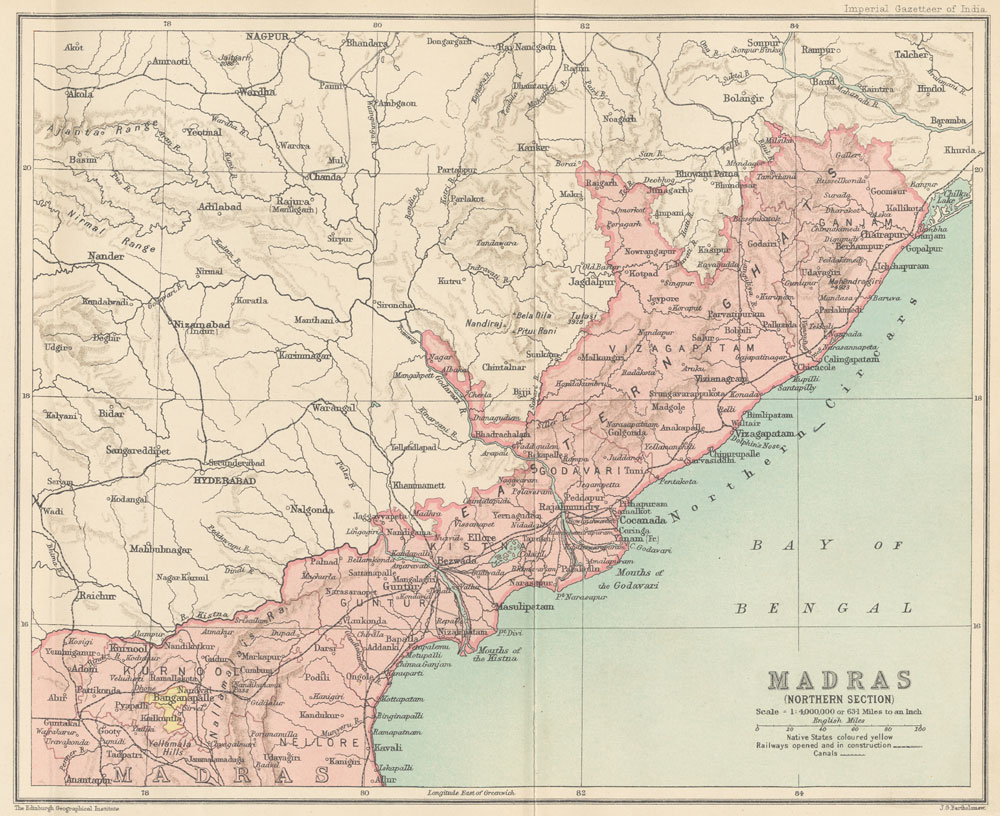
La provincia di Madras (sezione nord), 1909

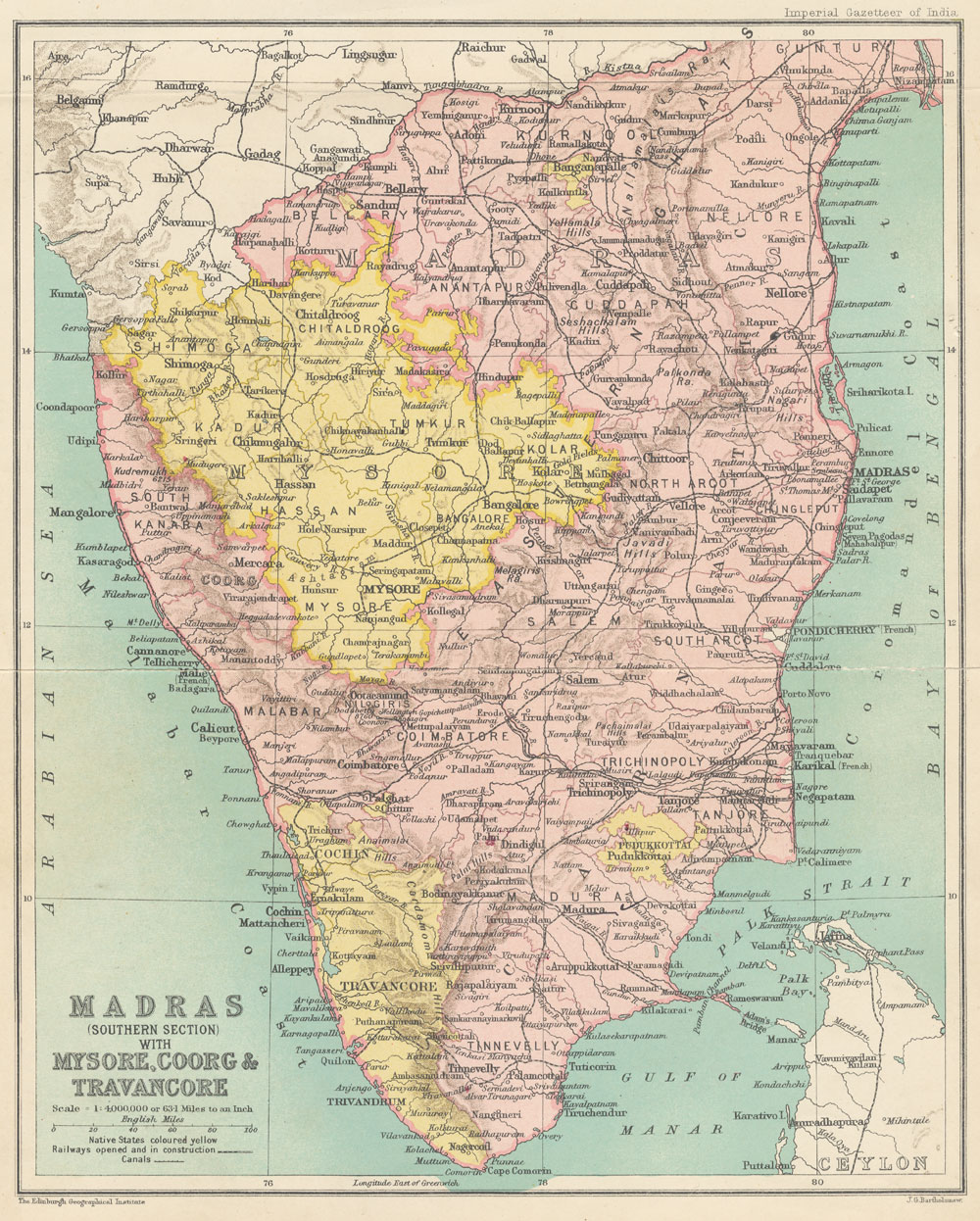
La provincia di Madras (sezione sud), 1909

Al suo picco massimo, la presidenza di Madras giunse a includere buona parte dell'Inda meridionale. 
Essa includeva l'attuale stato indiano di Tamil Nadu, la regione del Malabar del Kerala del nord, le isole Lakshadweep, l'Andhra costiera e le regioni del Rayalaseema di Andhra Pradesh, Gajapati, Rayagada, Koraput, Nabarangapur e Malkangiri, Odisha e Bellary, Dakshina Kannada, e Udupi nella Carnatica e parti dei distretti di Jayashankar Bhupalpally e Bhadradri Kothagudem di Telangana.
La presidenza aveva la propria capitale invernale a Madras, mentre quella estiva era posta a Ootacamund.

## Demografia
Nel 1822, la presidenza di Madras tenne il proprio primo censimento, rilevando una popolazione di 13.476.923 abitanti. Un secondo censimento del 1836-1837 registrò una popolazione di 13.967.395 abitanti, con un incremento di soli 490.472 in 15 anni. Il primo censimento quinquennale si tenne nel 1851 e rilevò una popolazione di 22.031.697 abitanti. I successivi censimenti si tennero nel 1856–57, 1861–62 e 1866–67. La popolazione della residenza di Madras si attestò rispettivamente a 22.857.855, 24.656.509 nel 1861–62 e 26.539.052 nel 1866–67. Il primo censimento organizzato in India si svolse nel 1871, restituendo una popolazione di 31.220.973 per la presidenza di Madras. Da allora, i censimenti si svolsero ogni dieci anni. L'ultimo censimento si tenne nel 1941 con una popolazione di 49.341.810 individui nella presidenza di Madras.

### Lingue

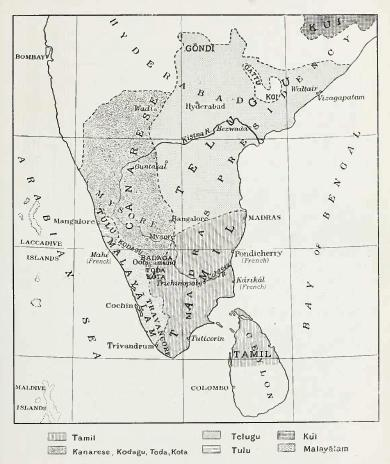
Mappa linguistica della presidenza di Madras

Le lingue parlate nella presidenza di Madras erano il tamil, il telugu, il malayālaṃ, il kannaḍa, l'odia, il tulu e l'inglese. Il tamil era parlato nei distretti meridionali della presidenza da alcune miglia a nord della città di madras sino alle colline del Nilgiri ed il Ghats orientale. Il telugu era parlato nei distretti a nord di Madras sino ad est verso Bellary e Anantapur. nel distretto del Kanara meridionale, nella parte occidentale del Bellary e dell'Anantapur ed in parti del Malabar, si parlava il kannaḍa. Il malayālaṃ era parlato nei distretti di Malabar e Kanara meridionale e negli stati principeschi di Travancore e Cochin, mentre il tulu era parlato nel Canara meridionale. L'oriya era parlato in alcune parti dei distretti di Ganjam e Vizagapatam. L'inglese era parlato normalmente dagli anglo-indiani e dagli eurasiatici. Esso era anche la lingua di collegamento tra il governo britannico e i governi locali.
Secondo il censimento del 1871, vi erano 14.715.000 persone che parlavano il tamil, 11.610.000 di persone che parlavano il telugu, 2.324.000 di persone che parlavano il malayālaṃ, 1.699.000 di persone che parlavano il canarese (detto anche kannaḍa), 640.000 che parlavano l'odia e 29.400 persone che parlavano il tulu. Al tempo dell'indipendenza indiana, il tamil ed il telugu componevano il 78% della popolazione della presidenza, mentre il kannaḍa, il malayālaṃ ed il tulu erano il restante.

### Religione

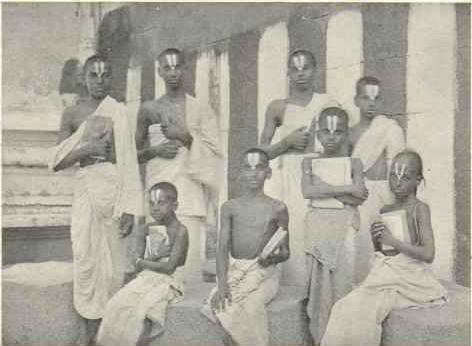
Studenti bramini vaishnaviti ad un Gurukulam a Tanjore, c. 1909

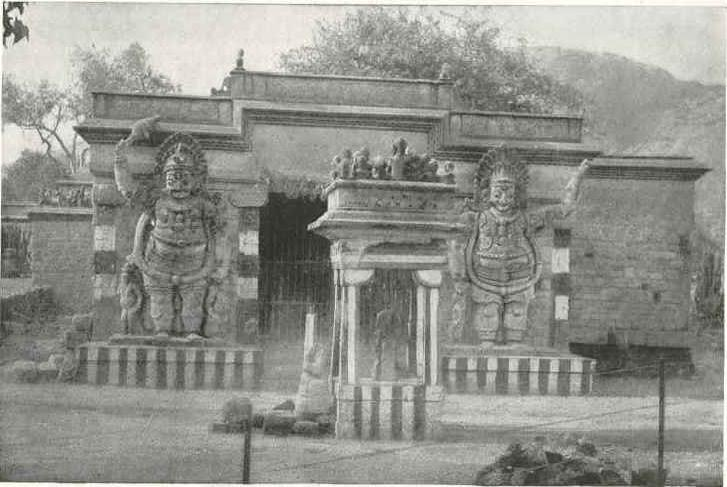
Un santuario locale dedicato ad Ayyanar, c. 1911

Nel 1901, le fedi della popolazione locale erano: indù (37.026.471), musulmani (2.732.931) e cristiani (1.934.480). All'epoca dell'indipendenza indiana nel 1947, Madras aveva una popolazione stimata di 49.799.822 di indù, 3.896.452 musulmani e 2.047.478 cristiani
L'induismo era la religione predominante nella presidenza ed era praticata da circa l'88% della popolazione. Indù erano i Saiviti, i Vaishnaviti e i Liṅgāyat. Tra i bramini, la Smartha era la dottrina più popolare. Forte era anche la presenza di divinità locali nei villaggi dei distretti meridionali della presidenza, mentre i centri di Kanchi, Sringeri e Ahobilam erano noti centri di fede indù. Dei templi indù, il più grande e il più importante erano il tempio di Venkateswara a Thirupathi, il tempio di Brihadeeswarar a Tanjore, il tempio di Meenakshi Amman a Madurai, il tempio di Ranganathaswamy a Srirangam, il tempio di Krishna a Udupi ed il tempio di Padmanabhaswamy nello stato principesco di Travancore. L'islam era stato portato nella parte meridionale dell'India da commercianti arabi a partire dal XIV secolo, quando Malik Kafur conquistò Madurai e costrinse molti alla conversione. Nagore era la città santa per i musulmani della presidenza di Madras. La presidenza aveva inoltre una delle più antiche comunità cristiane in India. Branchie della chiesa siriana, si pensa si siano insediate qui grazie a San Tommaso apostolo che visitò la costa di Malabar nel 52 d.C. I cristiani erano perlopiù concentrati nei distretti di Tinnevely e Malabar della presidenza, e costituivano un quarto della popolazione di Travancore.
Le tribù delle colline delle regioni di Nilgiris, Palani e Ganjam come i Toda, Badaga, Kota, Yerukala e i Khond, adoravano dei tribali ma erano spesso classificati come indù. Sino ai primi anni del XX secolo, le comunità indù dei Pallar, Paraiyar, Sakkiliar, Pulayar, Madiga, Izhava e Holeya erano considerate come intoccabili e pertanto non potevano entrare nei templi indù. Ad ogni modo, con l'emancipazione delle donne indiane, l'intoccabilità venne ben presto eradicata con delle legislazioni e riforme sociali. Nel 1939, il governo del Congress party di C. Rajagopalachari fece approvare la Temple Entry Authorization e l'Indemnity Act per la rimozione di tutte le restrizioni sugli intoccabili, permettendo loro il libero accesso ai templi indù. Chithira Thirunal di Travancore introdusse una legislazione simile chiamata Temple Entry Proclamation su consiglio del suo diwan, Sir C. P. Ramaswamy Ayyar, nel 1937.
Nel 1921 il governo del raja di Panagal passò l'Hindu Religious Endowments Bill che stabilì come la presidenza di Madras e le altre presidenze governative dovessero provvedere alla gestione dei templi indù per evitare che si trovassero senza fondi adeguati per il culto. Il raja di Bobbili introdusse delle riforme nel Tirumala Tirupathi Devasthanams, l'organo governativo che si occupava della gestione del tempio indù di Tirupathi.

## Amministrazione
Il Pitt's India Act del 1784 creò un consiglio esecutivo con poteri legislativi per poter assistere il governatore. Il consiglio inizialmente era composto da quattro membri, due dei quali dall'amministrazione civile indiana e un terzo era un indiano di distinta fama e valore. Il quarto era il comandante in capo dell'Esercito di Madras. Il consiglio venne ridotto a tre membri quando l'esercito di Madras venne abolito nel 1895. I poteri legislativi di questo consiglio vennero ritirati dal Government of India Act 1833 ed esso venne ridotto a livello di mero corpo di consiglio. Ad ogni modo, questi poteri vennero restaurati dall'Idian Councils Act 1861. Il consiglio si espanse col tempo con l'inclusione di membri ufficiali e non ufficiali sino al 1935, quando venne creata l'assemblea legislativa, con un carattere decisamente più rappresentativo, e i poteri legislativi passarono ad essa. Con l'indipendenza indiana, il 15 agosto 1947, il consiglio del governatore venne abolito.
Le origini della presidenza di Madras erano da ricercarsi nel villaggio di Madraspatnam che la Compagnia delle Indie orientali ottenne nel 1640. Questo venne seguito da Fort St David che venne acquisito nel 1690. Il distretto di Chingleput, noto come jagir di Chingleput, venne ottenuto nel 1763, e fu il primo distretto della presidenza di Madras. I distretti di Salem e Malabar vennero ottenuti da Tipu Sultan nel 1792 in conseguenza del Trattato di Seringapatam mentre Coimbatore e Kanara dopo la quarta guerra anglo-mysore nel 1799. I territori del regno Thanjavur Maratha vennero costituiti distretto separato nel 1799. Nel 1800, vennero creati i distretti di Bellary e Cuddapah al di fuori del territorio ceduto dal Nizam di Hyderabad. Nel 1801, i distretti di Arcot settentrionale, Arcot meridionale, Nellore, Trichinopoly, Madura e Tinnevely vennero creati al di fuori dei territori del regno carnatico orientale. Il distretto di Trichinopoly divenne una suddivisione del distretto di Tanjore nel giugno del 1805 e tale rimase sino all'agosto del 1808 quando il suo status come distretto separato venne restaurato. I distretti di Rajahmundry(Rajamahendravaram), Masulipatnam e Guntur vennero creati nel 1823. Questi tre distretti vennero riorganizzati nel 1859 in due, Godavari e Kistna. Il distretto di Godavari venne a sua volta diviso in distretto est e distretto ovest nel 1925. Il regno di Kurnool venne annesso nel 1839 e venne costituito come distretto separato nella presidenza di Madras. Per utilità amministrativa, il distretto di Kanara venne diviso in nord e sud Kanara nel 1859. Il Kanara del nord venne trasferito alla presidenza di Bombay nel 1862. Tra il 1859–60 ed il 1870, i distretti di Madras e Chingleput vennero uniti in un solo distretto. Il distretto separato di Nilgiris venne ricavato dal distretto di Coimbatore nel 1868. Al 1908 la presidenza di Madras era costituita da 24 distretti ciascuno amministrato da un collettore di distretto che apparteneva all'amministrazione civile indiana. I distretti erano talvolta suddivisi ulteriormente in divisioni minori, ciascuna sotto un vice-collettore. Le divisioni ripartivano ulteriormente i distretti in taluk e panchayats o villaggi. Talvolta gli inglesi creavano delle agenzie temporanee per le aree sottoposte a ribellione, per poter più facilmente controllare il territorio. Le due più importanti agenzie di Madras erano l'agenzia di Vizagapatam Hill Tracts che era sottoposta al collettore distrettuale di Vizagapatam e l'agenzia di Ganjam Hill Tracts soggetta al collettore distrettuale di Ganjam. Nel 1936, i distretti di Ganjam e Vizagapatam (incluse le agenzie di Vizagapatam e Ganjam) vennero divisi tra Madras e la nuova provincia di Orissa.
Vi erano sei stati principeschi subordinati al governo di Madras. Questi erano Banganapalle, Cochin, Pudukkottai, Sandur, Travancore e Jeypore. Tutti questi stati avevano ottenuto libertà di autonomia interna. Ad ogni modo, la loro politica estera era completamente controllata da un residente che rappresentava il governatore di Fort St George. Nel caso di Banganapalle, il residente era il collettore distrettuale di Kurnool, mentre il collettore distrettuale di Bellary era il residente di Sandur e quello di Vizagapatanam era il residente di Jeypore ma preferiva risiedere a Vizagapatanam per l'eccessiva presenza di foreste collinari nella regione di Jeypore. Il residente di Pudukkottai dal 1800 al 1840 e dal 1865 al 1873, fu il collettore distrettuale di Tanjore, dal 1840 al 1865, il collettore distrettuale di Madura, dal 1873 al 1947, quello di Trichinopoly e dal 1910 al 1947, quello di Vizagapatanam.

## Esercito
Sin dal 1665, alla Compagnia britannica delle Indie orientali venne permesso di avere una propria guarnigione. Le forze della compagnia dovevano occuparsi della difesa dell'area dalle possibili incursioni dei moghul e dei maratha oltre che dalle truppe del nawab della Carnatica. Nel 1713, le forze di Madras al comando del tenente John de Morgan si distinsero nell'assedio di Fort St David e riuscirono a schiacciare la rivolta di Richard Rawroth.
Quando Joseph François Dupleix, governatore dell'India francese, iniziò pure ad organizzare dei battaglioni di nativi nel 1748, gli inglesi di Madras costituirono il reggimento di Madras. Anche se gli inglesi successivamente fondarono reggimenti anche in altre parti dell'India, le distanze che separavano le tre presidenze risultavano troppe da poterli far comunicare agevolmente l'uno con l'altro. La prima riorganizzazione dell'esercito ebbe luogo nel 1795, quando l'esercito di Madras venne ricostituito con le seguenti unità:
- Fanteria europea – 2 battaglioni e 10 compagnie
- Artiglieria – 2 battaglioni europei di 5 compagnie ciascuno, con 15 compagnie di lascari
- Cavalleria nativa - 4 reggimenti
- Fanteria nativa – 11 reggimenti di 2 battaglioni[99]

Nel 1824, ebbe luogo una seconda riorganizzazione, dove vennero aboliti i battaglioni e rinumerati. L'esercito di Madras al tempo era composto da una brigata europea e una nativa di artiglieria a cavallo, tre battaglioni di artiglieria a piedi con quattro compagnie di lascari ciascuna, tre reggimenti di cavalleria leggera, due corpi di pionieri, due battaglioni di fanteria europea, 52 battaglioni di fanteria nativa e tre battaglioni locali.
Tra il 1748 ed il 1895, come negli eserciti del Bengala e di Bombay, l'esercito di Madras aveva un proprio comandante in capo subordinato al presidente, e poi al governatore di Madras. Per tradizione, il comandante in capo dell'esercito di Madras era membro del consiglio esecutivo del governatore. Le truppe presero parte alla conquista di Manila del 1762, alla spedizione 1795 contro Ceylon e gli olandesi e nella conquista delle Spice Islands in quello stesso anno. Presero inoltre parte a delle spedizioni alle Mauritius (1810), a Java (1811), alle guerre contro Tipu Sultan e alle guerre carnatiche del XVIII secolo, all'attacco inglese a Cuttack nel corso della seconda guerra anglo-maratha, all'assedio di Lucknow nel corso dei moti indiani del 1857 ed all'invasione dell'Alto Burma durante la terza guerra anglo-birmana.
I moti del 1857, che portarono a rapidi e drastici cambiamenti negli eserciti del Bengala e di Bombay, non ebbero effetti sull'esercito di Madras. Nel 1895, le armate delle presidenze vennero infine abolite e anche i reggimenti di Madras passarono sotto il diretto controll odel comandante in capo dell'India britannica.
Nel 1890 vennero ricostituiti tre battaglioni di fanteria di Madras, i quali ad ogni modo vennero aboliti poi per inutilità

## Rendite terriere

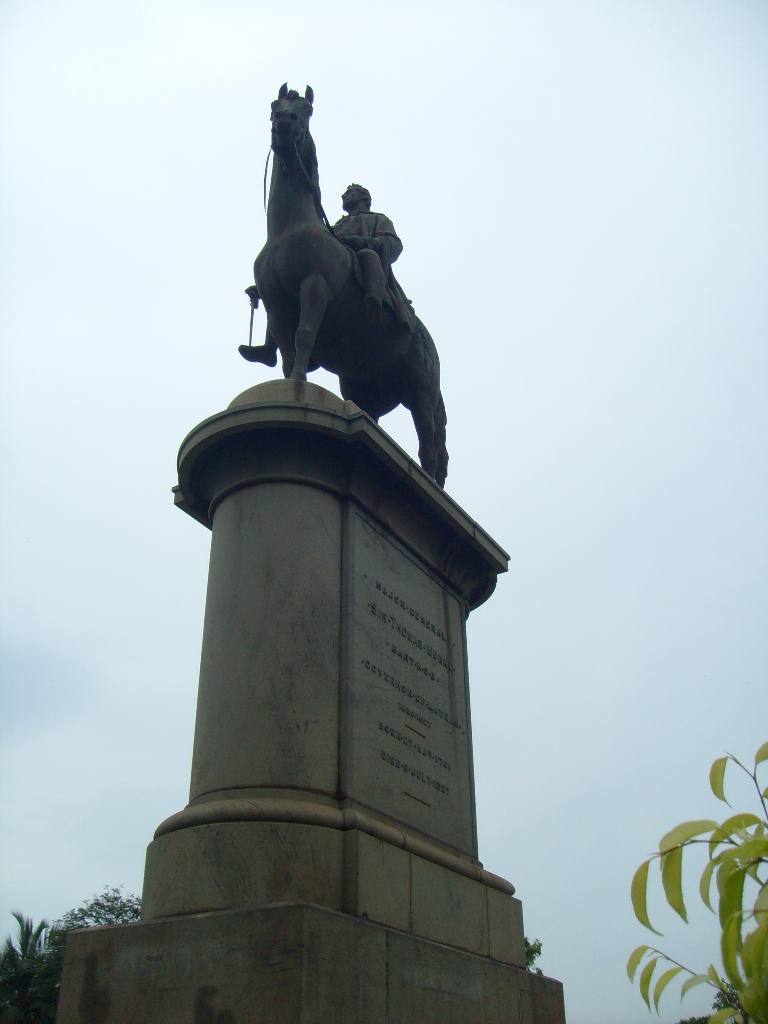
Statua di Sir Thomas Munro che introdusse il "sistema Ryotwari" nella presidenza di Madras

La rendita terriera era uno dei principali profitti della presidenza.
Nei tempi antichi, la terra era condivisa e non potevano essere eseguite trattative private senza il consenso degli altri, spesso appartenenti alla medesima comunità. Prima dell'arrivo degli inglesi, il concetto di proprietà individuale della terra era già emerso nella costa occidentale dell'India. Ad ogni modo i proprietari terrieri continuavano a vendere secondo gli antichi costumi dicondivisione. I diritti di proprietà comunitaria erano noti come kaniachi tra i Vellalars, swastium tra i bramini e mirasi tra musulmani e cristiani. Nel distretto di Tanjore, tutti i mirasi in un villaggio erano di un singolo individuo chiamato Ekabhogam. Il mirasidar era richiesto per poter donare una certa somma all'amministrazione del villaggio. Veniva inoltre pagata una specifica somma algoverno. In cambio i mirasidars chiedevano che il governo non interferisse negli affari interni ai villaggi.
Il sistema di proprietà era completamente differente nei distretti di Malabar e negli stati di Cochin e Travancore dove la proprietà comune della terra non esisteva come concetto. Al contrario, la terra era proprietà individuale, perlopiù dell'aristocrazia Namboodiri e Nair, che non pagava tasse ed aveva estesi possedimenti con propositi agricoli. In cambio i Nairs dovevano però prestare servizio come uomini armati del re in tempo di guerra mentre i Namboodhiris dovevano mantenere i templi indù ed il loro culto. Questi proprietari terrieri erano autosufficienti e avevano una loro polizia e un loro sistema giudiziario, al punto che le spese personali del raja risultavano minime. I capi dei distretti di lingua telugu avevano mantenuto sommariamente la loro indipendenza nel corso dei secoli, rifornendo il sovrano៛ di armi e equipaggiamenti in tempo di guerra. In cambio potevano godere di libertà sulle loro terre. Durante il periodo di dominio coloniale britannico, gran parte delle terre dei distretti settentrionali vennero ripartite tra questi raja.
L'invasione islamica portò ben pochi cambiamenti nella proprietà terriera.
Quando gli inglesi presero le redini dell'amministrazione locale, il secolare sistema di proprietà della terra venne lasciato intatto. I nuovi padroni infatti nominarono degli intermediari per raccogliere delle tasse che non erano sotto il controllo degli zamindars locali.
Quando ad ogni modo la Compagnia britannica delle Indie orientali si accorse di ricavare troppo poco da queste tassazioni, venne introdotto un nuovo sistema noto come "Village Settlement" tra il 1804 ed il 1814 nei distretti di Tinnevely, Trichinopoly, Coimbatore, Arcot del nord e Arcot del sud. Questo sistema consentiva di affittare la terra dei principali coltivatori, i quali a loro volta la dovevano affittare a ryots, o coltivatori locali. Questo sistema ad ogni modo non diede prova di essere particolarmente funzionale. Col nuovo sistema del "Ryotwari Settlement" proposto da Sir Thomas Munro tra il 1820 ed il 1827, la terra era di proprietà diretta dei ryots i quali pagavano le tasse dovute direttamente al governo. Nel 1833, lord William Bentinck creò un nuovo sistema chiamato "Mahalwari" col quale i ryots entarono ancora più in contatto diretto col governo.
Dall'inizio del XX secolo, gran parte delle terre era nelle mani dei ryots che pagavano il dovuto direttamente al governo. Le proprietà degli zamindari occupavano circa 26 km² in tutto, ovvero un quarto dell'intera presidenza. Il peshkash, o tributo, pagabile al governo in perpetuo era di 330.000 sterline annue.

## Agricoltura ed irrigazione

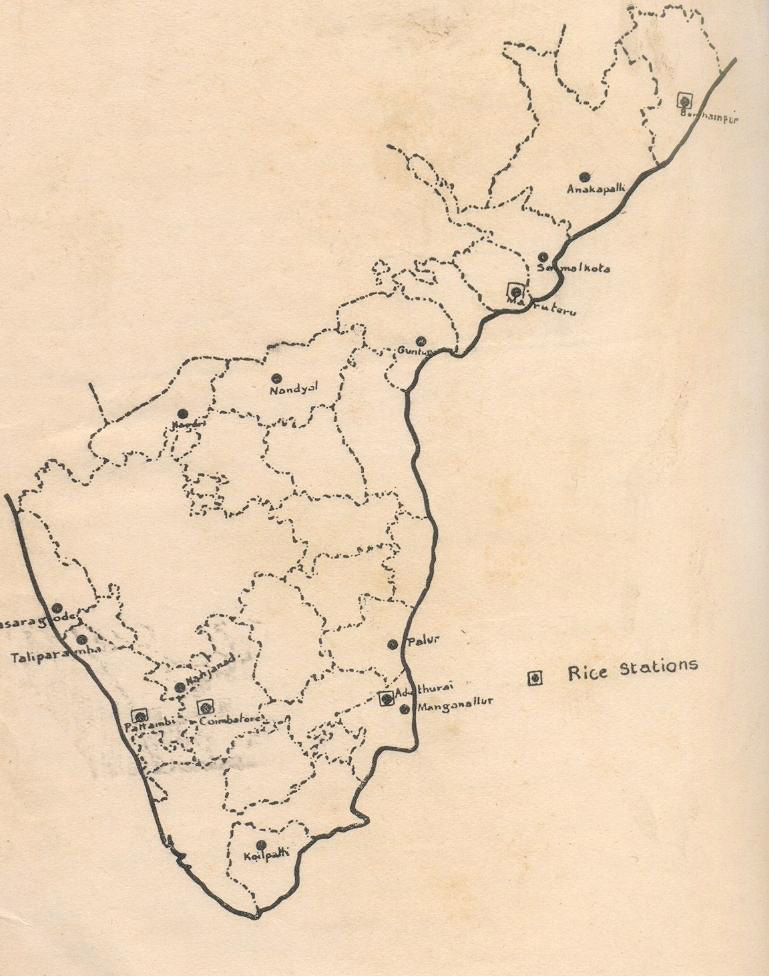
Mappa del 1936 delle coltivazioni di riso nella presidenza di Madras

Quasi il 71% della popolazione della presidenza di Madras era impegnata nell'agricoltura con la stagione che iniziava solitamente il 1 luglio. Le colture della presidenza di Madras includeva cereali come riso, mais, kambhu (miglio indiano) e ragi oltre a vegetali come melanzane, patate dolci, okra, facioli, cipolle, aglio e spezie come il peperoncino, il pepe e lo zenzero assieme a oli vegetali ricavati da ricino e peanuts. Tra la frutta coltivata si ricordano il lime, le banane, la giaca, anacardi, manghi, paw-paw e papaya. Inoltre vennero introdotti dall'Asia, dall'Africa e dall'Europa diverse qualità di cavoli, cavolfiori, pomelo, pesche, peperoni, niger e miglio, mentre l'uva venne importata dall'Australia. Il totale delle aree coltivate per produrre cibo era l'80%, mentre quelle per la vendita era al 15%. Delle aree utilizzate, il riso occupava il 26.4%. Il cotone occupava 1.740.000 km² di terra, gli oli 2.08 milioni, le spezie 0.4 milioni e l'indaco 0.2 milioni. Nel 1898, Madras produceva 7.47 tonnellate di grano.
L'irrigazione lungo la costa orientale venne ricavata da una serie di dighe costruite su fiumi, laghi e vasche di irrigazione. Le principali fonti d'acqua per l'agricoltura nel distretto di Coimbatore erano apposite vasche.
Con l'approvazione nel 1884 del Land Improvement and Agriculturists Loan Act vennero concessi dei fondi per la creazione di mulini e per progetti ad essi correlati. Nella prima parte del XX secolo, il governo di Madras stabilì il Pumping and Boring Department per la creazione dei primi pozzi con pompe elettriche. La diga di Mettur, il progetto Periyar, il canale Cudappah-Kurnool ed il progetto Rushikulya furono i più grandi progetti d'irrigazione lanciati dal governo di Madras. Costruita sotto le cascate Hogenakkal al confine tra Madras e Mysore nel 1934, la diga di Mettur suppliva di acqua i distretti occidentali della presidenza. La diga di Periyar (oggi nota come diga di Mullaperiyar) venne costruita sul fiume Periyar presso Travancore, al confine. Questo progetto aveva il compito di spostare le acque dal fiume Periyar al bacino del fiume Vaigai per irrigare le aride acque ad est del Western Ghats. Similarmente, il progetto Rushikulya venne lanciato per utilizzare le acque del fiume Rushikulya nel Ganjam. Con questi progetti oltre 142.000 km² di terra vennero irrigati. Gli inglesi costruirono inoltre dighe sul fiume Kollidam presso l'isola di Srirangam.

## Commercio e industria

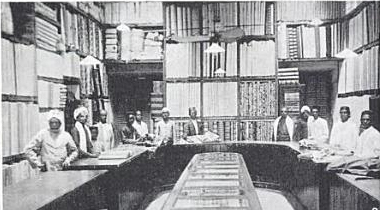
Negozio di materie tessili di M. V. Cunniah Chetty and Sons, c.1914

Il commercio della presidenza di Madras commerciava con altre province e distretti indiani ed esteri. Il commercio occupava il 93% delle vendite, mentre le restanti erano per il commercio interno. Il commercio estero era pari al 70% del prodotto mentre il 23% di esso era destinato al commercio inter-provinciale. Nel 1900–01, le importazioni superavano ancora le esportazioni, creando un deficit economico. Questo problema venne risolto poco dopo implementando il commercio col Regno Unito (che raggiunse il 31.54% del commercio totale della presidenza di Madras).
Cotone, fili di cotone, metalli e olio di cherosene erano i prodotti maggiormente importati, mentre i principali prodotti esportati erano pelli, cotone grezzo e caffè. Via mare erano esportati prevalentemente cotone grezzo, olio di semi, grano, caffè, the. Gran parte del commercio via mare si svolgeva nel principale porto della presidenza, quello di Madras. Altri porti rilevanti erano quelli di Gopalpur, Kalingapatnam, Bimlipatnam, Visakhapatnam, Masulipatnam, Cocanada, Madras, Cuddalore, Negapatam, Pamban e Tuticorin sulla costa orientale con Mangalore, Cannanore, Calcutta, Cochin, Alleppey, Quilon (Coulão) e Colachel sulla costa occidentale. Il porto di Cochin venne preso dal governo indiano il 1 agosto 1936, e quello di Madras il 1 aprile 1937. Sedi della Camera di Commercio indiana erano presenti a Madras, Cochin e Cocanada.
La tessitura e la produzione di fili di cotone erano le principali industrie della presidenza di Madras. Il cotone era prodotto in grandi quantità nel distretto di Bellary e veniva poi pressato a Georgetown, Madras. La scarsità di cotone nel Lancashire causata dal declino del commercio con gli Stati Uniti a causa della guerra civile americana diede impeto ad una nuova produzione cotoniera e tessile nella presidenza di Madras. Nei primi anni del XX secolo, Coimbatore emerse come centro importante per la tessitura del cotone guadagnandosi l'epiteto di "Manchester dell'India meridionale". I distretti settentrionali di Godavari, Vizagapatam e Kistna erano centri noti per la lavorazione del cotone. Vi era una raffineria di zucchero ad Aska del Ganjam diretta da F. J. V. Minchin ed un'altra a Nellikuppam nel distretto di Arcot meridionale diretta dalle East India Distilleries e dalla Sugar Factories Company. Nei distretti settentrionali di lingua telegu veniva coltivato e lavorato il tabacco. Trichinopoly, Madras e Dindigul erano anch'esse aree di produzione di sigari. Sino alla scoperta di sistemi automatici per l'essiccazione del tabacco, Madras possedeva anche industrie apposite per la lavorazione delle foglie. La città importava anche grandi quantità di alluminio per le manifatture di utensili in alluminio. All'inizio del XX secolo, il governo fond la Chrome Tanning Factory per la lavorazione di pelli di alta qualità. La prima birreria della presidenza venne fondata nelle colline dei Nilgiri nel 1826. Il caffè era coltivato nelle regioni di Wynad e nei regni di Coorg e Mysore mentre il the cresceva sulle alture delle colline dei Nilgiri. Piantagioni di caffè si trovavano anche a Travancore ma queste vennero colpite da una pesante epidemia alla fine del XIX secolo che compromise quasi tutte le coltivazioni locali.  La lavorazione del caffè avveniva a Calcutta, Mangalore e Coimbatore. Nel 1947, Madras disponeva di 3761 fabbriche con 276.586 operai.
L'industria peschiera della presidenza era pure sviluppata per la pesca allo squalo, per la carne, per le pinne e per l'allevamento. Il porto meridionale di Tuticorin era uno dei principali centri di pesca ma Madras, con Ceylon, era un centro di pesca di perle. Le perle erano invece coltivate a Paravas.
La borsa di scambio di Madras venne fondata a Madras city nel 1920 con la forza di oltre 100 membri ma venne gradualmente a scemare sino a quando questi non si ridussero a tre soli, chiudendo nel 1923. La borsa di Madras venne ad ogni modo ripristinata nel settembre del 1937 ed incorporata nella Madras Stock Exchange Association Limited. EID Parry, Binny and Co. e Arbuthnot Bank erano le principali corporazion private della prima metà del XX secolo nell'area di Madras. La EID Parry lavorava e vendeva fertilizzanti chimici e zucchero mentre la Binnys si occupava di cotone e uniformi, talvolta servendosi della Buckingham and Carnatic Mills a Otteri. La Arbuthnot, di proprietà della famiglia Arbuthnot, era la banca più importante della presidenza e tale rimase sino al suo crollo nel 1906. Ridotti alla fame, molti investitori si impegnarono per la costituzione della Indian Bank con fondi donati da Nattukottai Chetties.
Tra il 1913 ed il 1914, Madras aveva 247 compagnie. Nel 1947, la città aveva derivato dalle fabbriche il 62% degli introiti.
La prima istituzione bancaria dell'India fu però a suo tempo la Madras Bank, fondata il 21 giugno 1683, con un capitale di 1.000.000 di sterline. Questa venne seguita dalla Carnatic Bank nel 1788, dall Bank of Madras nel 1795 e dalla Asiatic Bank nel 1804. Nel 1843, tutte queste banche vennero riunite nella Bank of Madras. La Bank of Madras disponeva di filiali in tutte le principali città della presidenza ed in tutti gli stati principeschi tra cui Coimbatore, Mangalore, Calcutta, Alleppy, Cocanada, Guntur, Masulipatnam, Ootacamund, Negapataam, Tuticorin, Bangalore, Cochin e Colombo a Ceylon. Nel 1921, la Bank of Madras venne unita alla Bank of Bombay ed alla Bank of Bengal per formare la Imperial Bank of India. Nel XIX secolo, la Arbuthnot Bank era una delle banche private di maggior peso nella presidenza. La City Union Bank, la Indian Bank, la Canara Bank, la Corporation Bank, la Nadar Bank, la Karur Vysya Bank, la Catholic Syrian Bank, la Karnataka Bank, la Bank of Chettinad, la Andhra Bank, la Vysya Bank, la Vijaya Bank, la Indian Overseas Bank e la Bank of Madura erano altre banche di rilievo nella presidenza.

## Trasporti e comunicazioni

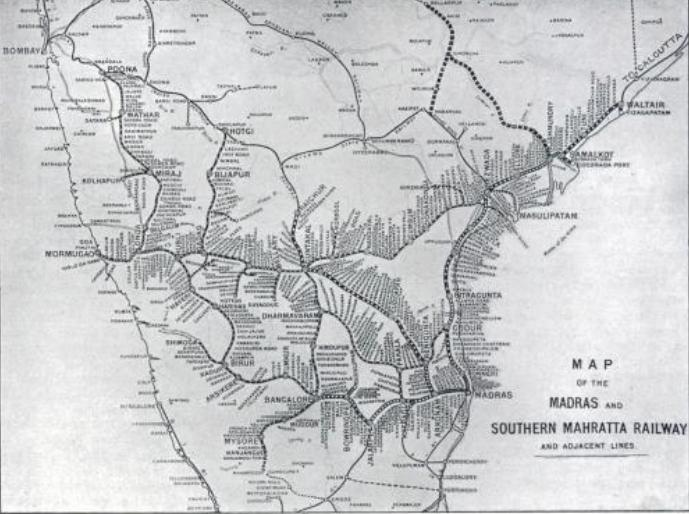
Mappa delle linee ferroviarie di Madras

Nei primi giorni dell'agenzia, gli unici mezzi di trasporto erano i jhatkas oltre a dei palanchini. Le strade che connettevano Madras a Calcutta a nord ed il regno di Travancore a sud servirono anche come linea di comunicazione nel corso delle varie guerre che interessarono l'area. Dal XX secolo in poi, cavalli e corriere vennero gradualmente rimpiazzati da biciclette e motoveicoli, assieme a bus ed alle prime automobili private e pubbliche. La Presidency Transport e la City Motor Service furono pioniere in questo campo, grazie alla Simpson and Co. sin dal 1910. Il primo sistema di bus organizzati di Madras era gestito dalla Madras Tramways Corporation dal 1925 al 1928. Nel 1939 il Motor Vehicles Act impose delle restrizioni sui servizi motorizzati pubblici.

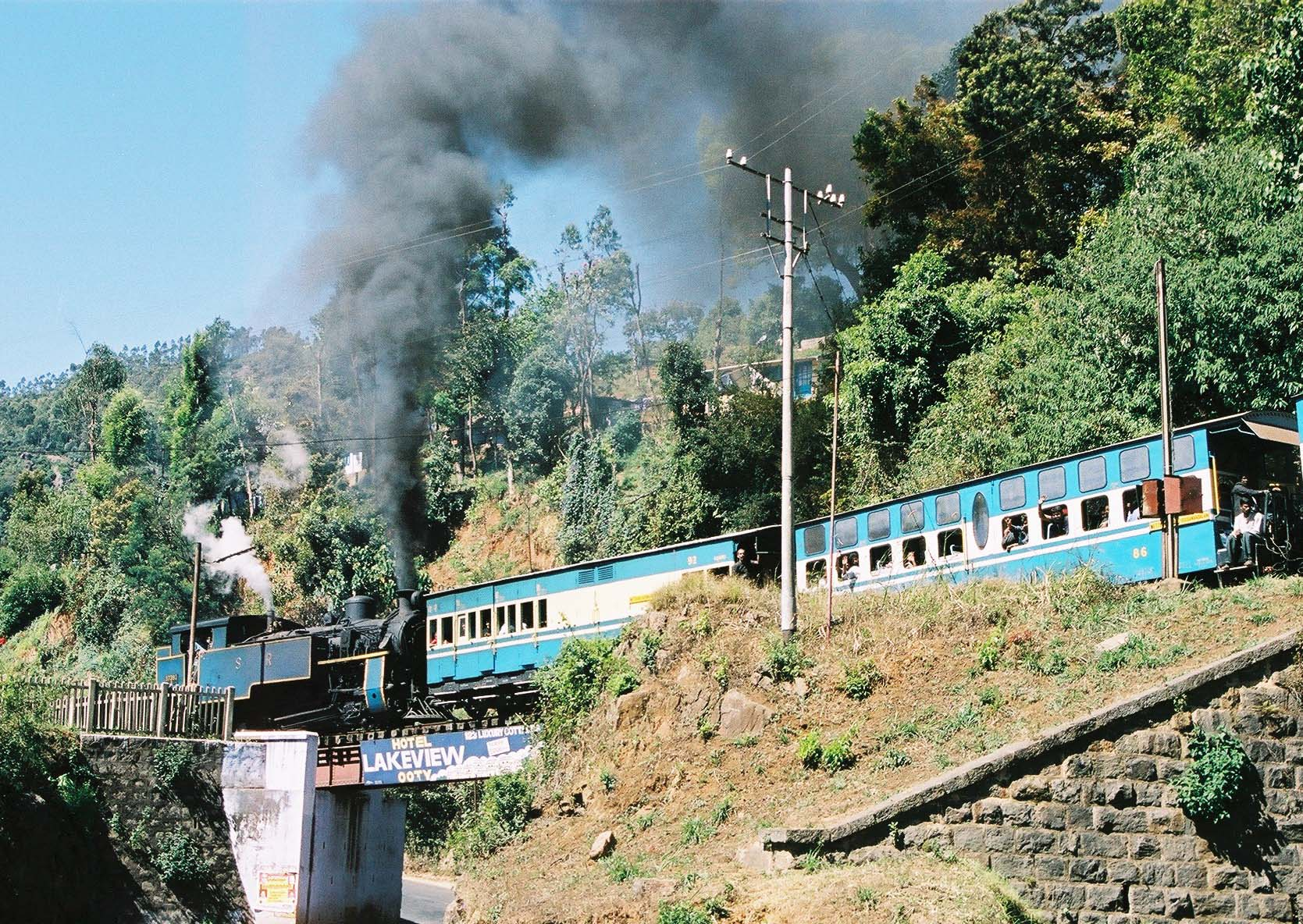
La Nilgiri Mountain Railway, oggi patrimonio dell'UNESCO

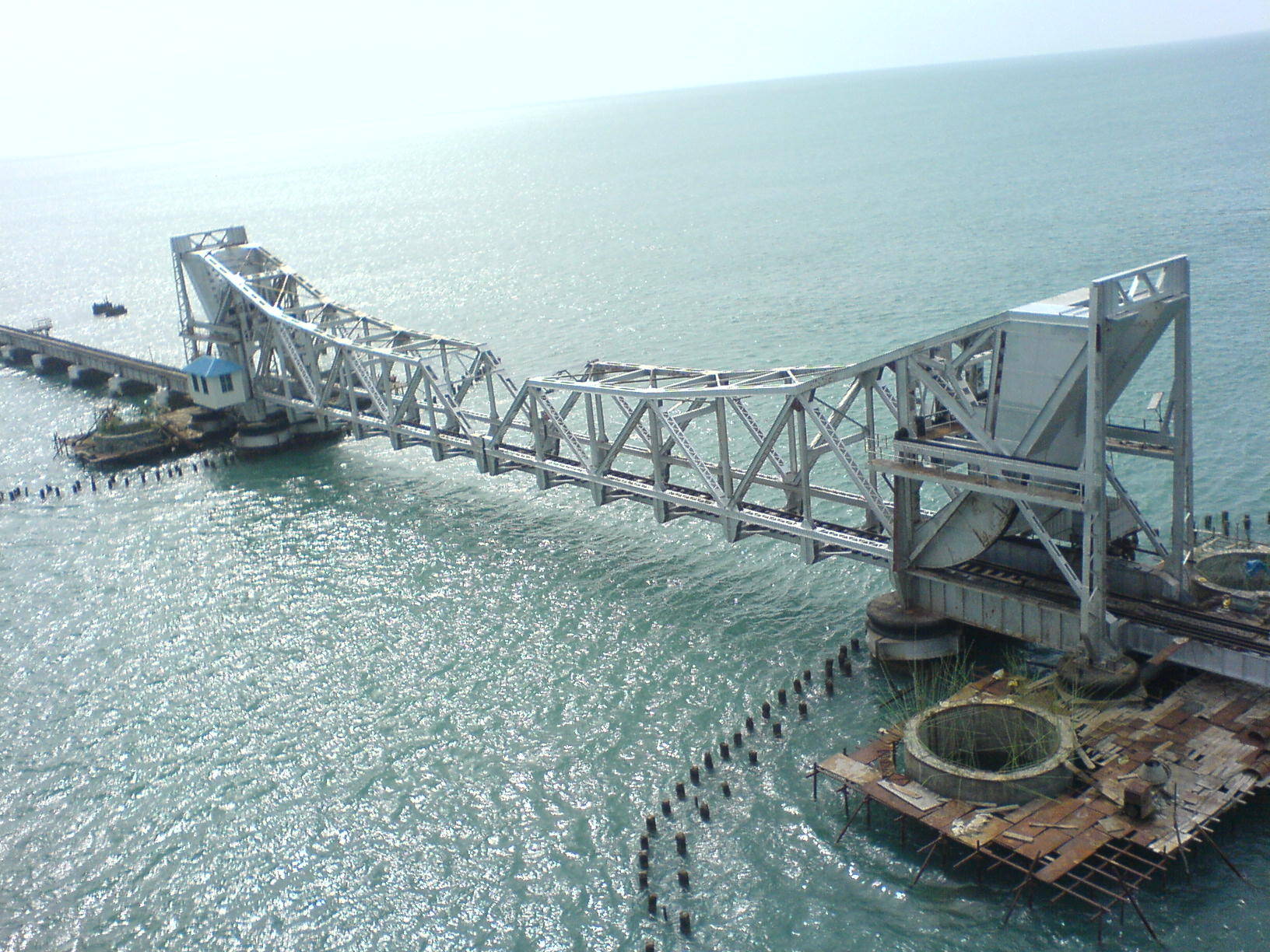
Il ponte ferroviario di Pamban, che connette l'isola di Pamban con l'entroterra indiano venne costruito nel 1914

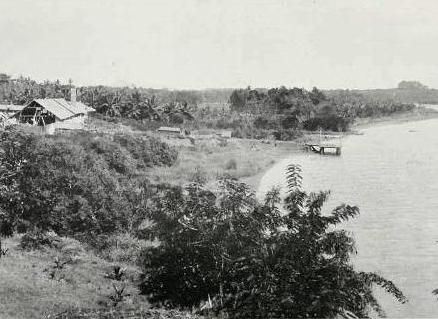
Il canale di Malabar, c. 1913

La prima iniziativa organizzata per la costruzione di nuove strade ed il mantenimento di quelle esistenti nella presidenza venne iniziata nel 1845 con la nomina di un ufficiale speciale responsabile. Le strade principali erano la Madras-Bangalore, la Madras-Trichinopoly, la Madras-Calcutta, la Madras-Cuddapah e la Sumpajee-Ghaut. Lord Dalhousie diede vita al dipartimento per i lavori pubblici nel 1852 e successivamente nel 1855 venne costruito un canale sulla costa orientale per facilitare le navigazioni. Le strade principali della presidenza era la Madras-Calcutta, la Madras-Travancore e la Madras-Calcutta. Dal 1946–47, la presidenza di Madras disponeva di 26.201 km di strade ferrate, 14.406 km di strate e 1403 km di canali navigabili.
La prima linea ferroviaria dell'India meridionale venne aperta tra Madras ed Arcot, venendo inaugurata il 1 luglio 1856. La linea venne costruita dalla Madras Railway Company istituita nel 1845. La stazione ferroviaria di Royapuram, la prima dell'India meridionale, venne costruita nel 1853 e fu quartier generale della Madras Railway Company. La Great Southern Indian Railway Company venne organizzata nel Regno Unito nel 1853. con sede a Trichinopoly dove costruì la sua prima linea ferroviaria tra Trichinopoly e Negapatam nel 1859. Nel 1874, la Great Southern Indian Railway Company venne unita alla Carnatic Railway Company (fondata nel 1864) e rinominata Southern Indian Railway Company. La Southern Indian Railway Company venne unita alla Pondicherry Railway Company nel 1891 mentre la Madras Railway Company venne unita alla Southern Mahratta Railway Company nel 1908 per formare la Madras and South Mahratta Railway Company. Nel 1927, venne aperta la prima linea di treni elettrici da parte della South Indian Railway Company la quale spostò il proprio quartier generale dalla stazione di Madurai a quella di Chennai Central. A Madras il servizio elettri giunse dal 1931. Nell'aprile del 1944, la Madras and South Mahratta Railway Company venne assorbita dal governo di Madras. Nel 1947, vi erano in tutto 4961 km di ferrovie nel territorio della Presidenza, oltre a 136 km lungo i confini. Madras era dunque ben connessa con tutte le altre città indiane come Bombay e Calcutta e con Ceylon. Venne costruito il ponte ferroviario di Pamban per connettere Mandapam nell'entroterra indiano con l'isola di Pamban nel 1914. La Nilgiri Mountain Railway venne inaugurata tra Mettupalayam e Ootacamund nel 1899.
La Madras Tramways Corporation venne aperta a Madras nel 1892 dalla Hutchinsons and Co. ed iniziò ad operare nel 1895, prima ancora che la città di Londra potesse avere un proprio sistema di tram elettrici. Con un percorso di 17 km di rotaie, collegava prevalentemente Madras con le sue periferie.
I principali canali navigabili nella presidenza erano i canali di Godavari e di Kistna. Il Buckingham canal venne scavato nel 1806 con un costo di 90 lakh d'argento per connettere la città di Madras col delta del fiume Kistna a Peddaganjam. Le navi della British India Steam Navigation Company attraccavano di frequente a Madras come pure a Bombay, Calcutta, Colombo e Rangoon.
Nel 1917, la Simpson and Co. organizzò il primo test di volo di un aeroplano a Madras ed il primo club di volo venne fondato al Mount Golf Club presso St Thomas Mount dal pilota G. Vlasto nell'ottobre del 1929. Questo sito fu il luogo ove sorse il primo aerodromo di Madras. Uno dei primi membri del club, il raja sir Annamalai Chettiar fondò pure un aerodromo nella sua natia Chettinad. Il 15 ottobre 1932, il pilota della Royal Air Force, Nevill Vintcent, pilotò un aeroplano J. R. D. Tata per la prima volta portando la posta via aerea da Bombay a Madras, passando per Bellary. Fu questo l'inizio delle Tata Airlines per il trasporto regolare di passeggeri e posta da Karachi a Madras. Alcuni voli vennero dirottati anche su Hyderabad per due volte a settimana.
Il primo servizio postale organizzato era stato predisposto tra Madras e Calcutta dal governatore Edward Harrison nel 1712. Dopo riforme e regolamenti, venne inaugurato un nuovo sistema postale da Sir Archibald Campbell che venne introdotto dal 1 giugno 1786. La presidenza venne divisa in tre divisioni postali: Madras nord sino a Ganjam, Madras sudovest sino a Anjengo (sino a Travancore, ad est) e Madras ovest, sino a Vellore. In quello stesso anno, venne stabilito anche un collegamento con Bombay e dal 1837, i servizi postali di Madras, Bombay e Calcutta vennero integrati nel servizio postale coloniale. Il 1 ottobre 1854 vennero emessi i primi francobolli dell'Imperial Postal Service. Il General Post Office (GPO) di Madras venne istituito da Sir Archibald Campbell nel 1786. Nel 1872–73, iniziò un servizio bimestrale di posta tra Madras e Rangoon, come pure per gli altri porti sulla costa orientale.
Madras venne collegata al resto del mondo tramite telegrafo nel 1853, mentre il primo servizio telegrafico civile venne introdotto il 1 febbraio 1855. Poco dopo, Madras venne collegata via telegrafo a Ootacamund e ad altre città dell'India. Un dipartimento telegrafico venne istituito proprio nel 1854 per conto del governo a Madras. La linea telegrafica Colombo-Talaimannar venne creata nel 1858, estesa a Madras nel 1882, connettendosi poi con Ceylon. I telefoni vennero introdotti per la prima volta nel 1881.

## Educazione
Le prime scuole di stile occidentale nella presidenza vennero aperte proprio a Madras nel corso del XVIII secolo. Nel 1822, venne creato un Board of Public Instruction su raccomandazione di sir Thomas Munro, col quale vennero istituita anche scuole in lingua locale. Questo sistema ad ogni modo si dimostrò fallimentare e la politica venne mutata nel 1836 per promuovere lingua, scienza e letterature europee. La Board of Public Instruction venne sostituita dalla Committee for Native Education. Nel gennaio del 1840, durante il vicereame di Lord Ellenborough, venne fondato un University Board da Alexander J. Arbuthnot. La scuola centrale venne convertita in college nell'aprile del 1841 con 67 studenti in tutto, divenendo nel 1853 il Presidency College con un collegio ad esso annesso. Il 5 settembre 1857, venne fondata l'Università di Madras utilizzando l'Università di Londra come modello. C. W. Thamotharam Pillai e Caroll V. Visvanatha Pillai di Ceylon furono i primi laureati dell'Università. Sir S. Subramaniya Iyer fu il primo vice-cancelliere indiano dell'Università.
Nel 1925 venne invece fondata l'Università di Andhra e nel 1937, l'Università di Travancore nello stato principesco di Travancore.
Il Government Arts College, fondato a Kumbakonam nel 1867, fu uno dei primi centri di educazione aperti al di fuori della città di Madras. Il più antico politecnico della presidenza, il College of Engineering, Guindy, venne fondato col nome di Government Survey School nel 1794 per poi divenire Engineering College nel 1861. Inizialmente vi era insegnata unicamente ingegneria civile, ma iniziarono ad esservi insegnate poi delle altre discipline come ingegneria meccanica dal 1894, ingegneria elettrica dal 1930 e ingegneria delle telecomunicazioni dal 1945. Un college per gli studi anche nel campo della tessitoria e della lavorazione delle pelli, venne fondato invece ad Alagappa Chettiar nel 1944. Il Madras Institute of Technology, venne introdotto per lo studio dell'ingegneria aeronautica ed automobilistica nel 1949. Nel 1827, venne aperta la prima scuola medica nella presidenza, seguita dal Madras Medical College nel 1835. Nel 1856 venne aperto il Government Teacher's College a Saidapet.
Tra le istituzioni private, ricordiamo il Pachaiyappa's College fondato nel 1842, che è la più antica istituzione indù nella presidenza. L'Università di Annamalai, fondata dal raja sir Annamalai Chettiar a Chidambaram nel 1929, fu la prima università della presidenza a disporre di un collegio interno I missionari cristiani furono pionieri nell'educazione nell'area. Il Madras Christian College, il St. Aloysius College a Mangalore, il Loyola College di Madras ed il St. Peter's College a Tanjore furono tra le prime istituzioni cattoliche per l'istruzione ad essere fondate nell'area.
La presidenza di Madras aveva la percentuale di alfabetizzazione più alta di tutta l'India britannica. Nel 1901, Madras aveva una percentuale di maschi alfabetizzati dell'11,9% mentre le femmine si attestavano allo 0,9%. Nel 1950, quando la presidenza di Madras divenne uno stato, il tasso globale era salito al 18%. Nel 1901, vi erano 26.771 tra istituzioni pubbliche e private con un totale di 923.760 studenti dei quali 784.621 erano maschi e 139.139 femmine. Dal 1947, il numero di istituzioni era salito a 37.811 e gli studenti a 3.989.686. Oltre ai colleges, nel 1947 vi erano 31.975 scuole pubbliche elementari, 720 scuole secondarie per ragazzi, e 4173 scuole elementari e 181 secondarie per ragazze. Gran parte dei diplomati appartenevano alla casta dei bramini. La predominanza dei bramini nelle università e nell'amministrazione civile divenne una delle principali cause delle agitazioni anti-bramine sviluppatesi poi nella presidenza. Nel 1923, ad ogni modo, venne approvato il Madras University Act proposto dal ministro dell'educazione A. P. Patro per riorganizzare completamente l'Università di Madras su base democratica.

## Cultura e società
Indù, musulmani e cristiani seguivano solitamente un sistema famigliare ordinario. La società era in gran parte patriarcale col maschio più anziano a capo della famiglia. L'eredità era perlopiù patrilineare. L'unica eccezione erano il distretto di Malabar e gli stati principeschi di Travancore e Cochin dove era praticato il sistema marumakkathayam.
Le donne erano destinate alle attività della casa ed alla sua gestione. Le donne musulmane e l'alta classe delle donne indù osservavano la purdah. Le figlie in una famiglia raramente ricevevano un'educazione appropriata e solitamente aiutavano la loro madre nelle faccende di casa. Col matrimonio, queste si spostavano a casa del marito ed entravano al servizio della loro nuova famiglia. Vennero rilevati già in epoca coloniale maltrattamenti e addirittura torture delle mogli da parte di alcuni mariti. Una vedova bramina doveva radersi la testa per rispetto del marito morto.
La società rurale era composta da villaggi dove persone di comunità diverse vivevano insieme. I bramini vivevano in quartieri separati chiamati agraharams. Gli intoccabili vivevano al di fuori dei villaggi in aree chiamate cheris ed era loro strettamente proibito possedere case nel villaggio. A loro era inoltre proibito di entrare nei templi indù più importanti come pure avvicinarsi agli indù di alta classe.
La schiavitù era praticata in tutte le caste, bramine e non bramine, per la coltivazione dei campi e per i mancati pagamenti dei debiti. La Law Commission stese un rapporto sulla schiavitù nel 1841 contenente anche un primo numero rilevati di schiavi. Vennero proposti i primi regolamenti per evitare il lavoro minorile nel 1811 e nel 1823. Nel 1833, la Corona britannica e la Camera dei Comuni proposero l'immediata abolizione della schiavitù in India, ma la Compagnia britannica delle Indie orientali si orientò diversamente. L'abolizione totale della schiavitù divenne un crimine solo dal 1862 col nuovo Codice Penale Indiano. Malgrado questi regolamenti, ad ogni modo, la schiavitù continuò ed ancora il 12.2%-20% della popolazione della presidenza nel 1930 aveva degli schiavi.
Con l'inizio dell'influsso dell'educazione occidentale a metà del XIX secolo, vennero introdotte delle riforme con loscopo di rimuovere i problemi della società tradizionale indiana. Il Malabar Marriage Act del 1896 riconobbe i contratti sambandham come legali mentre il sistema del marmakkathayam venne abolito dalla Marmakkathayam Law del 1933. Il Temple Entry Authorization Act (1939) ed il Temple Entry Proclamation (1936) a Travancore cercarono di elevare tutte le caste al medesimo livello senza disparità sociali e soprattutto senza limitazioni di accesso al culto. Nel 1872, T. Muthuswamy Iyer fondò la Widow Remarriage Association a Madras per chiedere che le vedove dei bramini potessero risposarsi. Il sistema devadasi venne regolato nel 1927 e completamente abolito dal 26 novembre 1947. Il Widow Remarriage si diffuse nell'area grazie a Kandukuri Veeresalingam. Gran parte dei pionieri di queste riforme sociali saranno poi nazionalisti indiani.
Passatempi e forme di divertimento nelle aree rurali erano la lotta dei galli e la lotta dei tori, oltre a fiere di paese e piccole rappresentazioni. Gli uomini nelle aree urbane indulgevano ad attività di ricreazione comuni, concerti di musica o sabha. La musica carnatica ed il bharatanatyam erano molto diffuse tra l'alta società di Madras. Degli sport introdotti dagli inglesi nella presidenza, il cricket, il tennis, il calcio e l'hockey erano i più popolari. Annualmente si teneva un torneo di cricket, noto come Madras Presidency Matches, che si svolgeva tra indiani ed europei nel corso del Pongal.
Il primo giornale della presidenza, il Madras Courier, venne dato alle stampe il 12 ottobre 1785, da Richard Johnston, un impiegato di stamperia della Compagnia britannica delle Indie orientali. Il primo giornale indiano di lingua inglese fu invece il The Madras Crescent che venne fondato dal combattente per la libertà Gazulu Lakshminarasu Chetty nell'ottobre del 1844. Nel 1948 i giornali nella presidenza erano in tutto 821. I due più importanti e diffusi erano in lingua inglese ed erano The Hindu fondato da G. Subramania Iyer nel 1878, e The Mail, derivato dal Madras Times nel 1868.
Le prime trasmissioni radio regolari nella presidenza ebbero inizio nel 1938 quando venne fondata la All India Radio con stazione a Madras. I primi cinematografi vennero aperti negli anni '30 e '40 ed il primo film in lingua indiana fu del regista R. Nataraja Mudaliar col titolo Keechaka Vadham, del 1916. Il primo film sonoro giunse nel 1931 col titolo Sati Sulochana. Studi cinematografici si trovavano a Coimbatore, Salem, Madras e Karaikudi.

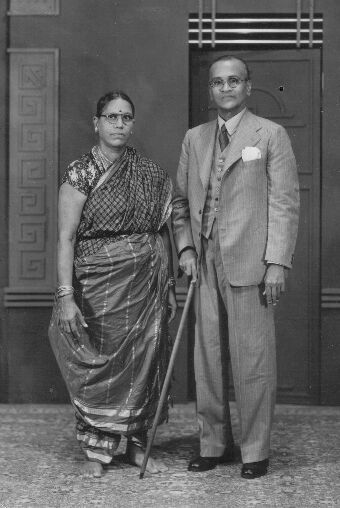
Una coppia di bramini tamil occidentalizzati, c. 1945
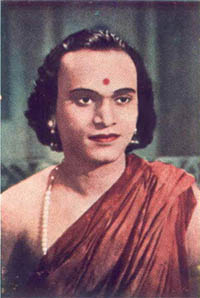
L'attore cinematografico M. K. Thyagaraja Bhagavathar
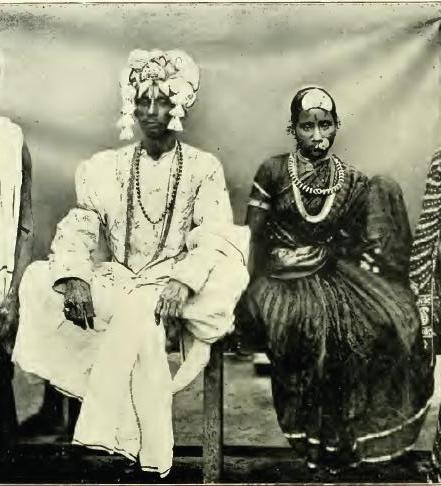
Sposi telugu della casta kapu, c.1909
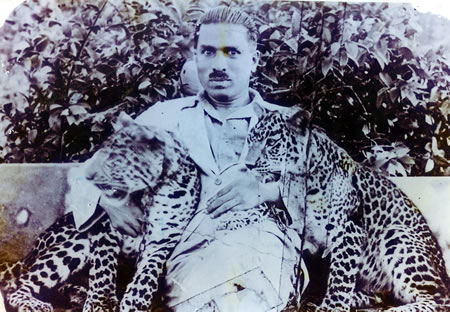
Gentiluomo cattolico mangalorese dellacasta bamonn, c. 1938
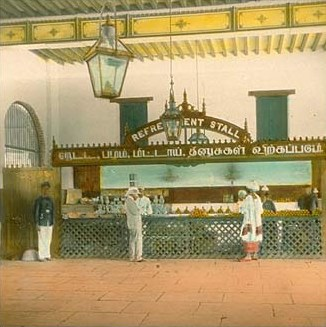
Area rinfresco della stazione ferroviaria della presidenza di Madras, c. 1895